# آرارات ۹۶۲۰۵
سیارک ۹۶۲۰۵ (به انگلیسی: 96205 Ararat، نامگذاری:1992ST16) نود و شش هزار و دویست و پنجمین سیارک کشف شده‌است که در ۲۴ سپتامبر ۱۹۹۲ کشف شد.